# Badou Jack
Badou Johannes Gabriel Jack (ur. 31 października 1983 w Sztokholmie) – szwedzki pięściarz, aktualny mistrz świata federacji WBC w wadze junior ciężkiej. Były zawodowy mistrz świata WBA Regular w wadze półciężkiej i były mistrz świata federacji WBC w wadze super średniej.

## Kariera amatorska
Jack rozpoczął amatorską karierę w wieku 18 lat. Jego rekord walk amatorskich to 150 zwycięstw i 25 porażek. Był pięciokrotnym mistrzem Szwecji. Brał udział w igrzyskach olimpijskich w 2008 roku w Pekinie, na których reprezentował Gambię. Z turnieju olimpijskiego odpadł w pierwszej rundzie, przegrywając z Hindusem Vijenderem Singhem.

## Kariera zawodowa
Karierę zawodową rozpoczął 6 czerwca 2009 roku, pokonując na punkty w szwedzkim Tidaholm Maxima Nikonorowa. Po pierwszych pięciu zawodowych walkach przeniósł swoją karierę do Stanów Zjednoczonych, gdzie podpisał kontrakt promotorski z Lou DiBellą i grupą Warriors Boxing.
W 2012 roku, gdy jego rekord wynosił 11-0, Jack został zaproszony na sparingi do Andre Dirrella. Tam jego potencjał dostrzegł sam Floyd Mayweather Jr, który zapragnął mieć go w swojej stajni Mayweather Promotions. Pierwszą walkę pod banderą nowej grupy Jack stoczył w lutym 2013 roku, pokonując przez nokaut w pierwszej rundzie Jonela Tapię.
We wrześniu 2013 roku dostał szansę walki na undercardzie gali Porter vs. Diaz w Las Vegas. Zmierzył się wówczas z Marco Antonio Peribanem. Pojedynek zakończył się remisem (95-95, 94-96, 95-95).
28 lutego 2014 roku nieoczekiwanie został znokautowany w pierwszej rundzie przez rutynowanego Dereka Edwardsa (26-3-1, 13 KO).
24 kwietnia 2015 roku po dwóch kolejnych zwycięstwach nad słabszymi rywalami dostał szansę walki o tytuł zawodowego mistrza świata federacji WBC, mierząc się w Chicago z Anthonym Dirrellem (27-0-1, 22 KO). Wygrał niejednogłośną decyzją sędziów (116-112, 115-113, 114-114).
W pierwszej obronie tytułu 12 września 2015 roku zmierzył się w Las Vegas z George Grovesem (21-2, 16 KO). Wygrał niejednogłośnie na punkty (115-112, 116-111, 113-114).
Do drugiej obrony mistrzowskiego pasa przystąpił 30 kwietnia 2016 roku, mierząc się w Waszyngtonie z Lucianem Bute (32-3, 25 KO). Pojedynek zakończył się remisem, ale po czasie jego wynik został zweryfikowany na zwycięstwo Szweda przed czasem, ze względu na wykrycie w organizmie Rumuna niedozwolonych substancji.
14 stycznia 2017 roku w Nowym Jorku podjął Jamesa DeGale (23-1, 14 KO). Był liczony w pierwszej rundzie, a jego rywal w dwunastej, a po ostatnim gongu sędziowie uznali walkę za remisową (112-114, 113-113, 113-113).
26 sierpnia 2017 roku na wielkiej gali Mayweather vs. McGregor w Las Vegas zmierzył się w walce o pas WBA Regular wagi półcięzkiej z Nathanem Cleverlym (30-3, 16 KO). Zwyciężył przez TKO w 5 rundzie.
19 maja 2018 w Toronto zremisował z mistrzem WBC Kanadyjczykiem Adonisem Stevensonem (29-1-1, 24 KO). Jeden sędzia widział przewagę Szweda 115:113, lecz dwaj pozostali mieli na swoich kartach wynik 114:114.

### Tytuł mistrza świata w trzeciej kategorii wagowej
26 lutego 2023 roku w Diriyah Arena w Dżudzie pokonał przez TKO w 12. rundzie Kongijczyka Ilungę Makabu (29-3, 25 KO) i został nowym mistrzem świata federacji WBC w wadze junior ciężkiej. Jednocześnie sięgnął po pas czempiona w trzeciej kategorii wagowej (wcześniej był mistrzem świata w wadze super średniej oraz półciężkiej).